# Zainuddine Toomun
Mohammad Zainuddine Ibne Hussein Toomun (ur. 1999) – maurytyjski zapaśnik walczący w stylu wolnym. Brązowy medalista igrzysk Wysp Oceanu Indyjskiego w 2023 roku.